# أحب أن أحبك يا حبيبي (أغنية)
أحب أن أحبك يا حبيبي (بالإنجليزية: Love to Love You Baby)‏ أغنية للمغنية الأمريكية السمراء دونا سمر من ألبوم الاستوديو الثاني لها «أحب أن أحبك يا حبيبي» من إنتاج بيت بيلوتي، وكتب الموسيقي الإيطالي جيورجيو مورودر بمشاركة دونا سمر وبيلوتي، وصدرت لأول مرة كأغنية فردية في هولندا في يونيو 1975 تحت عنوان «أحب ان احبك»، ثم صدرت في جميع أنحاء العالم في نوفمبر 1975 بعنوان «أحب ان احبك يا حبيبي»، وأصبحت واحدة من أوائل أغاني الديسكو التي صدرت على اسطوانة مطولة. دخلت الأغنية قاعة مشاهير الروك آند رول Rock and Roll Hall of Fame كواحدة من 500 أغنية شكلت موسيقى الروك آند رول، وهي الأغنية الوحيدة للمغنية دونا سمر على هذه القائمة.

## خلفية الأغنية
كانت دونا سمر تعيش في ألمانيا منذ ثماني سنوات وشاركت في العديد من العروض المسرحية الموسيقية. كما أصدرت ألبومًا في هولندا بعنوان «سيدة الليل»، وكانت لا تزال مجهولة تمامًا في وطنها عندما اقترحت على جورجيو موردور أغنية «أحب ان احبك»، وفي عام 1975 حولها إلى أغنية ديسكو كاملة وطلب من سمر تسجيلها. كانت الكلمات الكاملة صريحة إلى حد ما، وفي البداية، قالت سمر إنها سوف تسجلها فقط كعرض توضيحي لتقدمه لشخص آخر ليغنيها، ومع ذلك، فإن تأوهات سمر وأهاتها المثيرة أثارت إعجاب موردور لدرجة أنه أقنعها بإصدارها كأغنيتها الخاصة، وحققت الأغنية نجاحًا معتدلًا في هولندا. في مقابلة عام 1976، ردت سمر على عدد من الأسئلة عن عملية تسجيل الأغنية: «الجميع يسأل، هل كنت وحدك في الاستوديو؟»، واجابت: «نعم، كنت وحدي في الاستوديو»، «هل لمست نفسك؟»، واجابت: «نعم، حسنًا، لقد وضعت يدي على ركبتي»، وجاء السؤال الأخير: «هل تخيلت شيئًا؟»، واجابت: «نعم، تخيلت صديقي الوسيم بيتر».

## تطور إنتاج الأغنية
تم إرسال شريط للأغنية إلى رئيس شركة تسجيلات «كازابلانكا» نيل بوغارت في الولايات المتحدة، وقام بتشغيلها في حفل في منزله، ونظرًا لإعجابه بالأغنية، استمر بوغارت في تشغيلها مرارًا وتكرارًا طوال الليل. اتصل لاحقًا بجورجيو موردور واقترح عليه جعل مدة الأغنية أطول وربما تصل إلى 20 دقيقة. ومع ذلك، كانت سمر لديها تحفظات، فهي لم تكن متأكدة من كل كلمات الأغاني، ومع ذلك، تخيلت نفسها كممثلة (وبالتحديد مارلين مونرو) تلعب دور فتاة في نشوة جنسية. كانت أضواء الاستوديو خافتة لدرجة أن سمر كانت إلى حد ما في ظلام دامس وهي مستلقية على الأرض. استمر التسجيل النهائي أكثر من 16 دقيقة، ووفقًا لبي بي سي، احتوى على 23 «لحظات ذروة جنسية». عند هذه النقطة، تم تغيير اسم الأغنية إلى «احب ان احبك يا حبيبي»، واصبحت ممتدة على كامل الوجه الأول للألبوم.
صدرت الأغنية في الولايات المتحدة في نوفمبر 1975، وأصبحت رائعة اغاني الديسكو دوليًا. صعدت إلى قمة أفضل 40 أغنية في الصيف، واستمرت لمدة أسبوعين في المركز الثاني على قوائم الهوت بيلبورد 100 Billboard Hot. استمرت أربعة أسابيع على قمة قائمة بيلبورد لنوادي الرقص Dance Club Songs chart، بالإضافة إلى المركز الثالث على قائمة بيلبورد Hot R&B/Hip-Hop Songs chart.

## آثار الأغنية
سميت قاعة مشاهير موسيقى الروك أند رول Rock and Roll Hall of Fame في عام 1995 الأغنية بأنها واحدة من 500 أغنية شكلت موسيقى الروك أند رول.
صنفت محطة «في اتش 1» VH1 في عام 2000 الأغنية في المركز 63 في قائمة أعظم 100 أغنية رقص.
صنفت مجلة سلانت Slant Magazine عام 2006 الأغنية في المرتبة العاشرة في أعظم 100 أغنية رقص.
كتب الصحفي الموسيقي البريطاني المستقل بيتر شابيرو: "تميزت الأغنية "أكثر بقليل من دونا سمر التي تحاكي النشوة الجنسية على صوت الموسيقى.. إلى أغنية صغيرة مدتها سبعة عشر دقيقة بناءً على طلب رئيس تسجيلات كازابلانكا نيل بوغارت، الذي أراد موسيقى تصويرية لمآثره الجنسية".
اضطرت دونا سمر للتوقف عن أداء الأغنية بعد حوادث شغب حدثت، حيث كانت في خيمة في إيطاليا، وكان الحضور حوالي 5000 رجل، تقريبا لا توجد نساء، وكانت سمر تغني «أحب ان احبك» مرتديًة ملابس ضيقة إلى حد ما، وتمادى المشاهدين في الأمر لدرجة أنهم بدأوا في دفع المسرح للخلف. وكان عليها أن تهرب من المنصة، إلى مقطورتها من الخلف. وجاءوا إلى المقطورة وبدأت في تأرجحها، وقالت سمر: «سأموت اليوم، لن أخرج من هنا».

## طاقم العزف والتسجيل
دونا سمر: غناء رئيسي
بيت بيلوت: جيتارات
ديف كينج: جيتار باس
مايكل تاتشر وجورجيو مورودير: لوحات المفاتيح (كيبورد)
مارتن هاريسون: طبول
لوسي وبيتسي وجيتا: دعم غناء

## كلمات الأغنية
احب ان احبك حبيبي I love to love you baby
عندما تقترب مني When you're laying so close to me
ليس هناك مكان أفضل أن تكون فيه There's no place I'd rather you be
من معي هنا Than with me here
احب ان احبك حبيبي I love to love you baby
افعلها مرارًا وتكرارًا Do it to me again and again
لقد وضعتني في مثل هذا الدوار الفظيع، الدوار You put me in such an awful spin, in a spin
احب ان احبك حبيبي I love to love you baby
ضع رأسك بالقرب مني Lay your head down real close to me
هدّئ عقلي وحررني، حرّرني Soothe my mind and set me free, set me free
احب ان احبك حبيبي I love to love you baby

## وصلات خارجية
- أحب أن أحبك يا حبيبي على موقع songfacts
- أحب أن أحبك يا حبيبي  على موقع fandom
- أحب أن أحبك يا حبيبي على موقع britannica